# Afsked (film fra 2004)
 For alternative betydninger, se Afsked. (Se også artikler, som begynder med Afsked)
Afsked er en dansk kortfilm fra 2004 instrueret af Esben Larsen.

## Handling
Michael er taget hjem for at sige farvel til sin døende far.

## Medvirkende
- Philippe L. Christiansen, Michael
- Hanne Uldal, Ruth
- Steffen Dalsgaard, Gert